# Zlámanec
Zlámanec är en ort i Tjeckien.   Den ligger i regionen Zlín, i den östra delen av landet, 260 km öster om huvudstaden Prag. Zlámanec ligger 249 meter över havet och antalet invånare är 293.
Terrängen runt Zlámanec är platt åt sydväst, men åt nordost är den kuperad. Runt Zlámanec är det ganska tätbefolkat, med 166 invånare per kvadratkilometer. Närmaste större samhälle är Zlín, 11,2 km norr om Zlámanec. Trakten runt Zlámanec består till största delen av jordbruksmark.